# Christian Thompson
Christian Tompson (Louisville, Kentucky; 17 de febrero de 1988) es un guitarrista estadounidense, más conocido por ser el guitarrista de la banda de rock estadounidense Falling In Reverse, tras la salida de Jacky Vincent en octubre de 2015, Thompson debutó en noviembre de 2015 con la banda.

## Biografía
Christian Thompson nació el 17 de febrero de 1988 en Louisville, Kentucky, Estados Unidos, su familia es nativa americana, desde corta edad mostró un interés por la música rock, escuchando bandas como Motorhead, Metallica, Iron Maiden, Megadeth, entre otras, desde niño empezó a tocar el piano/teclado pero luego empezó a tocar guitarra, Christian es muy fan de Jacky Vincent, Vincent le enseñó algunas cosas para los solos de guitarra, fue así que tras la salida de Jacky de Falling In Reverse el ocupó su lugar.

## Carrera

### Falling in Reverse (2015-2018, 2020-presente)
Tras la salida de Jacky Vincent en octubre de 2015, Christian fue contactado para cubrir el lugar de Jacky para el Super Villans Tour 2015, además de que le ofrecierón grabar un álbum de estudio, en ese entonces el solo era un miembro de gira aunque ya había salido en el video de la canción "Chemical Prisoner", se convirtió en miembro oficial a mediados del 2016.
A inicios del 2016, Thompson entra junto con la banda para grabar su cuarto trabajo musical el cual sería la primera participación de Christian con la banda además de la primera participación del bajista Zakk Sandler, el álbum salió el 7 de abril de 2017, cuenta con 11 canciones y dos más en la versión deluxe además se puede apreciar los solos de guitarra de Christian en algunas canciones.
El 12 de marzo de 2018 el guitarrista sufrió una lesión en el hombro, Christian publicó en sus redes sociales que tenía que ser operado por lo tanto no iba a poder continuar con la gira junto con A Day To Remember y Papa Roach, no se sabe si dejara la banda oficialmente o solo será temporal, En abril del 2018 Christian publica en su cuenta de Instagram su salida oficial de Falling In Reverse haciendo que la banda cancelara sus próximos tours incluyendo el Coming Home Asia Tour.
El 18 de noviembre de 2020, Christian anunció vía Instagram su regreso a la banda, reemplazando a su fallecido excompañero Derek Jones como guitarrista rítmico ya que Max Georgiev ocupaba el lugar de guitarrista líder. El 5 de enero de 2022 la banda lanzó el sencillo «Zombified» el cual sería el primer sencillo de su próximo EP, aún no anuncian la fecha del lanzamiento.

## Vida personal
Además de convivir con la banda y estar tocando en los escenarios, le gusta mucho hacer ejercicio, además que en sus tiempos libres le gusta mucho tocar su teclado y se considera muy activo en su cuenta de Twitter. Thompson es aficionado al fútbol lo cual es poco común viniendo de un país que no es potencia en ese deporte, ha mostrado ser aficionado del equipo inglés Manchester United y del equipo holandés Ajax de Ámsterdam, tiene un canal en Twitch llamado Architechnology en el cual hace directos en vivo jugando "Call of Duty: War Zone" y "FIFA".

## Discografía
Falling In Reverse
- Álbumes de estudio
  - Coming Home (2017)
  - Popular Monster (2024)
- EPs
  - Neon Zombie (2023)